# Aq Tash
Aq Tash ist ein 7016 m hoher Berg im Rimo Muztagh, einem Teilbereich des Karakorums.

## Lage und Eigenschaften
Der Aq Tash liegt in Indien nahe der umstrittenen Grenze zu Pakistan. Ein Berggrat führt vom Aq Tash nach Nordwesten zum 8,97 km entfernten Mamostong Kangri.

## Besteigungsgeschichte
Der Aq Tash wurde am 6. August 1993 von Nobuo Yamamoto und Yasufumi Mizote, Mitglieder einer japanischen Expedition, erstbestiegen.
Zwei Tage später folgten ihnen Prem Singh, P.T. Sherpa, Mohan Singh, Khem Raj, Sange Sherpa, Wangchuk Sherpa und Hira Ram, Mitglieder einer indischen Expedition, zum Gipfel.